# Mallinella hingstoni
Mallinella hingstoni là một loài nhện trong họ Zodariidae.
Loài này thuộc chi Mallinella. Mallinella hingstoni được Paolo Marcello Brignoli miêu tả năm 1982.